# La nit de la iguana
|  | Aquest article tracta sobre el film. Vegeu-ne altres significats a «La nit de la iguana (teatre)». |

La nit de la iguana (títol original en anglès: The Night of the Iguana) és una pel·lícula estatunidenca dirigida per John Huston, estrenada el 1964, adaptació de l'obra homònima de Tennessee Williams. Ha estat doblada al català.

## Argument
Larry Shannon (Richard Burton), un pastor alcohòlic suspès per «fornicació i blasfèmia» és obligat a reconvertir-se en guia de viatges organitzats sobre el tema: «El món de Déu vist per un home de Déu.» 
A Mèxic, al capdavant d'un grup de velles americanes, és l'objecte dels atacs d'una nimfa (Sue Lyon), a la gran desesperació de la seva senyora de companyia (Grayson Hall), una beata histèrica i frustrada que intenta llavors fer-lo tornar contactant amb el seu empresari. Embogit, Shannon «s'equivoca» de grup al Costa Verde Hotel  a Mismaloya, hotel del seu vell amic Fred i de la seva esposa Maxine Faulk (Ava Gardner), que espera sense mitjans de comunicacions.

## Repartiment
- Richard Burton: el Reverend T. Lawrence Shannon
- Ava Gardner: Maxine Faulk
- Deborah Kerr: Hannah Jelkes
- Sue Lyon: Charlotte Goodall
- James Ward: Hank Prosner
- Mary Boylan: Miss Peebles
- Skip Ward: Hank Prosner
- Grayson Hall: Judith Fellowes
- Cyril Delevanti: Nonno
- Gladys Hill: Srta. Dexter

## Premis i nominacions[calcitació]
Premis
- Festival de Sant Sebastià 1964: Conquilla de Plata a la millor actriu per Ava Gardner

Nominacions
- Globus d'Or a la millor pel·lícula dramàtica
- Oscar a la millor actriu secundària per Grayson Hall

## Al voltant de la pel·lícula
El rodatge en exteriors ha tingut lloc a Mismaloya i Puerto Vallarta a l'Estat de Jalisco (Mèxic).